# Miguel Ángel Estevan Serrano
Miguel Ángel Estevan Serrano, né le 18 janvier 1973, est un homme politique espagnol membre du Parti populaire (PP).

## Biographie

### Vie privée
Il est marié et père de deux filles.

### Activités politiques
Il est élu conseiller municipal d'Alcañiz en 2015.
Le 20 décembre 2015, il est élu sénateur pour Teruel au Sénat et réélu en 2016.